# Meifu Shinkage Ryu
Meifu Shinkage Ryu (明府真影流) (MSR) är en modern japansk budovariant som primärt inriktar sig på träning på vapentekniker med mindre och lätt dolda vapen, som kastspikar och kedjevapen.
Skolan bildades av Chikatoshi Someya (染谷親俊, Someya Chikatoshi) på 1970-talet och har sina rötter i en av de äldsta fortfarande utövande skolorna i Japan Katori Shintō-ryū (天真正伝香取神道流) och denna skolas Shuriken-jutsu (konst) i vilken Someya tränade aktivt sedan 1950-talet. Someyas intresse för shuriken gjorde att han började experimentera med olika kasttekniker, genom att jämföra tekniker från olika skolor där resultatet blev ett snabbare och mer explosivt sätt att kasta, samt utformningen av de boshuriken som primärt används idag. 
Skolan leds idag av Yasuyuki Ôtsuka som tog över titeln Sôke från Someya. Ôtsuka bedriver sin träning huvudsakligen i Tokyo, men reser regelbundet runt i världen och håller träningsseminarier för både medlemmar i MSR-organisationen och fristående grupper. 

## Vapendiscipliner

### Boshuriken Jutsu - 棒手裏剣術
Konsten att kasta små blad. Träningen består i att kasta dessa mot tavlor.

### Fundô Kusari Jutsu - 分銅鎖術
Fundô Kusari består av en kedja med en ring på ena sidan och en vikt på andra. Detta hanteras liknande ett svärd. Träningen består av kata.

### Shoken Jutsu - 分銅鎖術
Tekniker där man använder små blad/vassa föremål. Tränas som med Fundô Kusari genom kata, vilka även liknar varandra och är baserade på samma rörelsemönster.